# Satz von Gromov über polynomielles Wachstum
In der Mathematik ist der Satz von Gromov über polynomielles Wachstum ein Lehrsatz aus der geometrischen Gruppentheorie. Als Vermutung war er seit den 1960er Jahren unter dem Namen Milnor-Wolf-Vermutung bekannt gewesen.
Der Satz besagt, dass das Wachstum einer endlich erzeugten Gruppe genau dann polynomiell ist, wenn die Gruppe fast-nilpotent ist.
Der Satz wurde 1981 von Gromov bewiesen. Einen anderen Beweis gab Kleiner 2010. Weitere Beweise stammen von Shalom-Tao, Breuillard-Green-Tao und Ozawa.
Gromovs Beweis verwendete die von ihm für diesen Zweck entwickelte Gromov-Hausdorff-Metrik auf der Menge metrischer Räume. Er fasste endlich erzeugte Gruppen mittels der Wortmetrik als metrische Räume auf und bewies einen Kompaktheitssatz, aus dem die Konvergenz einer Teilfolge von Reskalierungen der Wortmetrik im Fall polynomiellen Wachstums folgt. Der Grenzwert ist endlich-dimensional, lokal kompakt, zusammenhängend, lokal zusammenhängend und hat eine transitiv wirkende Isometriegruppe. Aus der Lösung von Hilberts fünftem Problem folgt, dass die Isometriegruppe eine Lie-Gruppe mit endlich vielen Zusammenhangskomponenten sein muss. Für letztere folgt aus der Tits-Alternative, dass ihre endlich erzeugten Untergruppen exponentielles Wachstum haben oder fast-nilpotent sind. Gromov erhielt daraus das gewünschte Ergebnis und bestätigte damit die Vermutung von Milnor und Wolf.